# Маріу Іполіту
Маріу Іполіту (порт. Mário Hipólito, нар. 1 червня 1985, Луанда) — ангольський футболіст, воротар клубу «Кабушкорп».
Виступав, зокрема, за клуб «Інтер» (Луанда), а також національну збірну Анголи.

## Клубна кар'єра
У дорослому футболі дебютував 2004 року виступами за команду клубу «Інтер» (Луанда), в якій провів дев'ять сезонів. Протягом 2014 року захищав кольори команди клубу «Бравуш ду Макуіш». До складу клубу «Кабушкорп» приєднався 2015 року.

## Виступи за збірну
2006 року дебютував в офіційних матчах у складі національної збірної Анголи. Наразі провів у формі головної команди країни 5 матчів.
У складі збірної був учасником чемпіонату світу 2006 року у Німеччині, проте на цьому турнірі не зіграв у жодному з 3-ох матчів своєї команди. Також був учасником Кубку африканських націй 2008 року у Гані.